# Comité central pour l'inspection disciplinaire du Parti communiste chinois
Le Comité central pour l'inspection disciplinaire du Parti communiste chinois ou Commission centrale de contrôle de la discipline (en chinois simplifié : 中国共产党中央纪律检查委员会 ; chinois traditionnel : 中國共產黨中央紀律檢查委員會 ; pinyin : Zhōngguó Gòngchăndăng Zhōngyāng Jìlǜ Jiănchá Wĕiyuánhuì, souvent abrégé en 中纪委) est une organisation du Congrès national du Parti communiste chinois chargé de la lutte contre la corruption parmi les cadres du parti. Son secrétaire actuel est Li Xi qui est également membre du Comité permanent. Il siège à Pékin.

## Histoire
Il est fondé en 1927 sous le nom de Commission de contrôle central du Parti communiste chinois avant d'être renommé en 1949 après l'établissement de la république populaire de Chine. Durant la Révolution culturelle, ses fonctions sont englobées par les organes révolutionnaires nouvellement créés. Il est rétabli en 1978 lors la 3e session plénière du 11e comité central du Parti communiste chinois.
Selon la Constitution, il est sous l'autorité du Congrès national du Parti communiste chinois au même titre que le Comité central du Parti communiste chinois.
Le 4 janvier 2006, le CCIDPCC met en place un site web permettant aux citoyens de faire des rapports sur la corruption des fonctionnaires locaux, évitant ainsi d'éventuelles représailles.
Les enquêtes et les poursuites judiciaires des cadres qui sont soupçonnés de corruption sont menées en toute confidentialité dans un système, le Shuanggui, totalement différent du droit commun et des tribunaux chinois (soumis à l'influence des cadres locaux). L'avocat Pu Zhiqiang, avant son arrestation en mai 2014,  est intervenu dans la défense de membres du Parti communiste ayant subi des tortures dans le cadre d'enquêtes sur des allégations de corruption.
Ainsi Pu Zhiqiang défend la famille de Yu Qiyi, mort noyé en avril 2013 lors d'interrogatoires, cinq des coupables appartiennent à la Commission centrale pour l'inspection disciplinaire du Parti.

## Liste des secrétaires
- Zhu De : novembre 1949-mars 1955
- Dong Biwu : mars 1955-avril 1968
- Chen Yun : décembre 1978-octobre 1987
- Qiao Shi : octobre 1987-octobre 1992
- Wei Jianxing (en) : octobre 1992-novembre 2002
- Wu Guanzheng : novembre 2002-octobre 2007
- He Guoqiang : octobre 2007-novembre 2012
- Wang Qishan : novembre 2012-octobre 2017
- Zhao Leji : octobre 2017-octobre 2022
- Li Xi : depuis octobre 2022